# Pisarka (województwo świętokrzyskie)
Pisarka – osada w województwie świętokrzyskim, powiecie starachowickim, gminie Pawłów.
W latach 1975–1998 miejscowość należała administracyjnie do województwa kieleckiego.

## Historia
W roku 1780 Pisarka 10 km na południowy wschód od Wierzbnika (obecnie Starachowice), około 14 km na północ od klasztoru świętokrzyskiego.

## Podległość administracyjna świecka i kościelna
W 1819 roku opisana jako osada; 1780 powiat sandomierski, 1827 powiat opatowski, 1787 parafia Pawłów.

## Topografia i granice
W roku 1780 graniczy tylko z innymi włościami Benedyktynów świętokrzyskich, w tym z wsią Dąbrowa.

## Własność - krótkie kalendarium
Wieś była własnością Klasztoru świętokrzyskiego.
W roku 1780 należy do klucza rzepińskiego dóbr stołu opata komendatoryjnego świętokrzyskiego posiadała 3 dymy, 2 półrolnych (Adam Grunt, Łukasz Flaga) i 2 komorników (Michał Bujak, Placyd Bębas).
Półrolni pracują po 2 dni tyg. sprzężajem, odrabiają po 2 dni powaby i 6 łokci oprawy, dają po 12 groszy czynszu i 1 korzec żyta, komornicy pracują po 1 dniu tygodniowo pieszo. Poddani nocną stróżę dają tylko do browaru w Rzepinie, nie pasą trzody, inne powinności jak w Rzepinie. Niegdyś produkowano tu cegły.
Subsidium charitativum wynosi 46 zł.
W roku 1797 liczy 23 mieszkańców.
W roku 1819 wieś Zawada z osadami Pisarka i Bogusławice należy do stołu opata świętokrzyskiego. W roku 1827 ma 6 domów i 34 mieszkańców.

## Powinności dziesięcinne
W roku 1780 dziesięcina snopowa z gruntów od wsi Rzepin do rzeki Świśliny należy do prepozyta kieleckiego, a z gruntów Pisarka za rzeką do plebana Pawłowa (Inwentaryzacja Klucza Rzepińskiego dóbr konwentu. 12). W roku 1854 dziesięcina snopowa należy do plebana Pawłowa.